# Acanthopagrus omanensis
Acanthopagrus omanensis е вид лъчеперка от семейство Sparidae.

## Разпространение
Видът е разпространен в Оман.

## Описание
На дължина достигат до 14,5 cm.